# Церковь Лурдской Божией Матери (Сингапур)

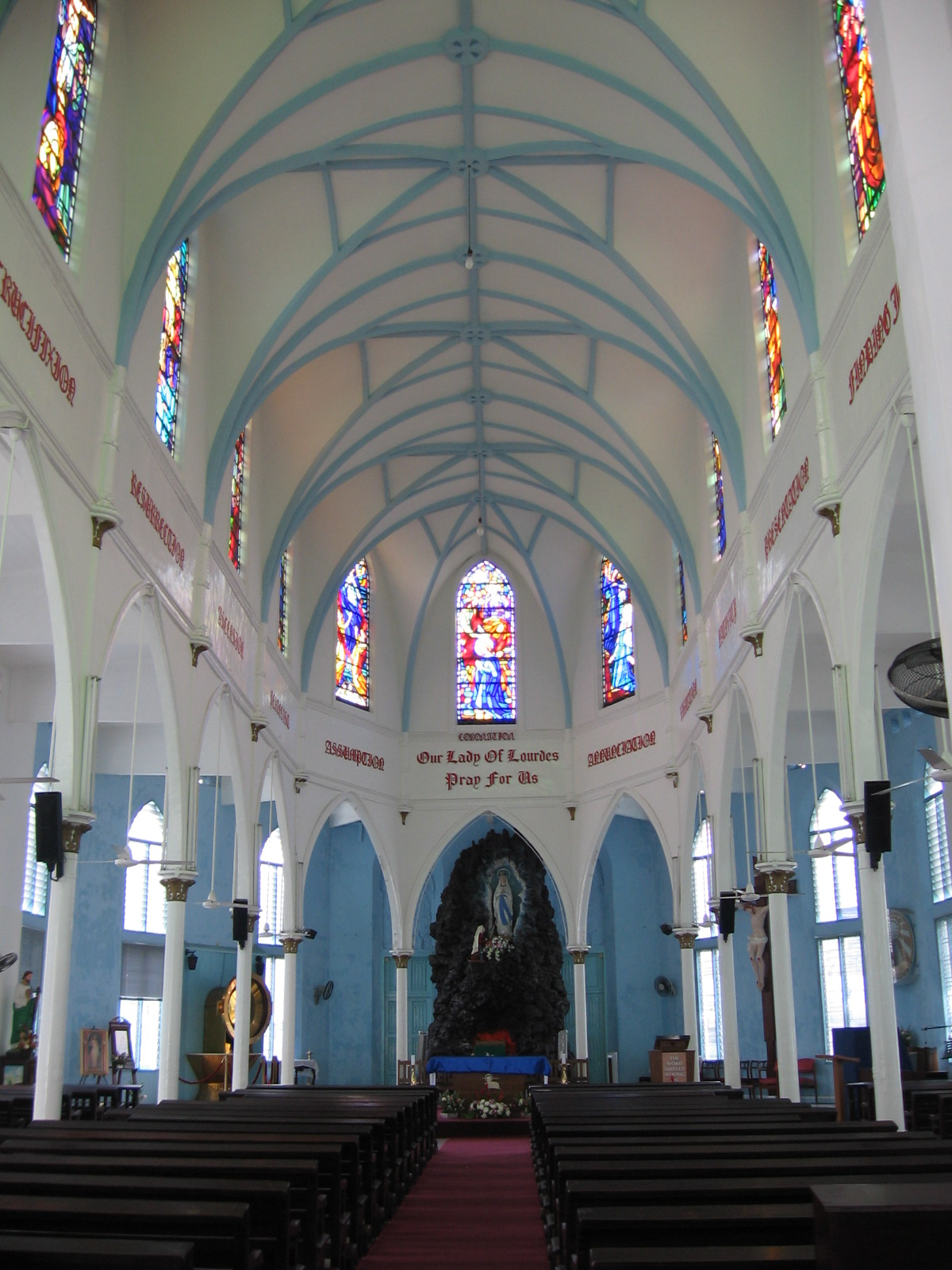
Внутренний интерьер церкви Лурдской Божией Матери

 Церковь Лурдской Божией Матери  (кит.  露德圣母堂) — католическая церковь в Сингапуре. 14 января 2005 года церковь Лурдской Божией Матери была причислена к национальным памятникам Сингапура.

## История
Церковь Лурдской Божией Матери была построена в 1888 году по модели базилики Святого Розария в Лурде и стала первой церковью тамильской католической общины Сингапура. Существует мнение, что строительные работы были выполнены известной сингапурской строительно-архитектурной фирмой «Swan and Maclaren», однако, это маловероятно, так как строительство храма было завершено до основания этой компании.
В настоящее время храм используется, как и в прошлом, тамильской католической общиной и является одним из центров объединения данной национальной общины Сингапура. Богослужения в храме проводятся на английском, тамильском и сингальском языках.

## Архитектура
Церковь Лурдской Божией Матери построена в неоготическом стиле с многочисленными архитектурными мелкими деталями. В 1986 году была произведена частичная косметическая реконструкция храма.

## Источник
- Norman Edwards, Peter Keys (1988), Singapore — A Guide to Buildings, Streets, Places, Times Books International, ISBN 9971-65-231-5